# (1780) Kippes
(1780) Kippes est un astéroïde de la ceinture principale.

## Description
(1780) Kippes est un astéroïde de la ceinture principale. Il fut découvert le 12 septembre 1906 à Heidelberg par August Kopff. Il présente une orbite caractérisée par un demi-grand axe de 3,02 UA, une excentricité de 0,05 et une inclinaison de 9,0° par rapport à l'écliptique.

## Compléments